# Mirabilis longiflora
Mirabilis longiflora es una especie del género Mirabilis nativa de Norteamérica.

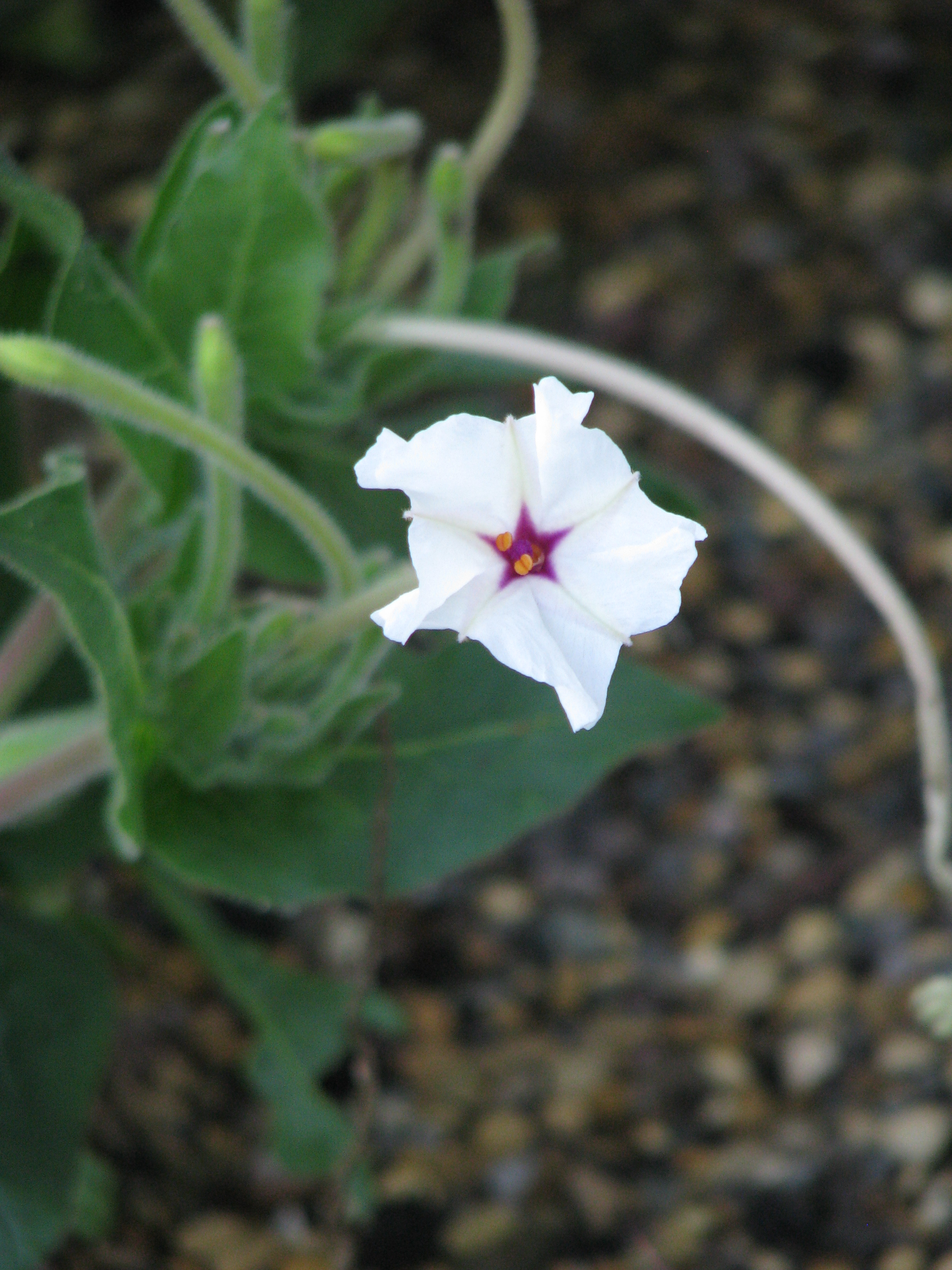
Detalle de la planta con flor

## Características
Especie herbácea perenne de entre 50 a 150 cm de altura. Posee tallos erguidos y delgados que se ramifican densamente desde la base. Hojas pecioladas de entre 6 a 11.5 cm de largo por 3 a 7 cm de ancho en forma ovada o lanceo-ovada, de color verde vivo. Las inflorescencias son terminales o axilares, muy compactas, con brácteas lineares y foliares. Los involucros tienen forma acampanada de 1 a 1.5 cm de longitud, con lóbulos desiguales de forma triangular o ligeramente lanceolados. La flor tiene un perianto de 8 a 17 cm de largo, 5 estambres, estigma en forma de pincel. El fruto es un aquenio de color oscuro elíptico u oblongo de unos 8 mm de largo por 5 mm de ancho.
Esta especie es de floración nocturna, cuyas largas y tubulares flores blancas exhalan un fragante aroma.

## Taxonomía
Mirabilis longiflora fue descrita por Carlos Linneo y publicado en Kongliga Svenska Vetenskaps Academiens Handlingar 16: 176–179, pl. 6, f. 1. 1755.
Sinonimia
- Jalapa longiflora (L.) Moench
- Nyctago longiflora (L.) Salisb.[2]

## Nombres comunes
- alzoyati, oraciones de Filipinas, pebete de México, suspiros de Filipinas.[3]